# 北出武夫
北出 武夫（きたで たけお、1944年2月9日 - ）は、日本の国土交通技官。気象庁長官を務めた。

## 来歴・人物
石川県出身。1966年に京都大学理学部を卒業し、同年に気象庁に入庁。1998年4月に仙台管区気象台長、20年4月に予報部長を経て、2003年4月から2004年4月までに長官を務めた。
2014年4月に瑞宝重光章を受章。